# Pławja
Pławja (ukr. Плав'я) – wieś na Ukrainie, w obwodzie zakarpackim, w rejonie mukaczewskim, w hromadzie Swalawa. W 2001 roku liczyła 845 mieszkańców.